# ありっちゃ〜ARIA
『ありっちゃ〜ARIA』（ありっちゃ〜ありあ）は、2007年1月10日から同年5月30日までGyaOのインターネットテレビ枠『GyaOジョッキー』で放送されていた音楽トーク番組である。2007年4月末までは毎週水曜日22時 - 23時に、同年5月からは隔週水曜日22時 - 23時に生放送されていた。

## 概要
R&BディーバのARIAとカルメンが毎回様々なゲストを呼んでトークをする番組。他に、ダンスチームPro-SeeDのメンバーTSUGU （この番組第1回目のゲスト）とDJ SHOW （チャット係）が裏方として出演していた。

## 出演者

### レギュラー
- ARIA
- カルメン
- TSUGU （Pro-SeeD所属） - #1のゲストだったが、#2からレギュラーで出演。仕事の都合で、#14、#15には出演せず。
- DJ SHOW - #2のゲストだったが、#3からレギュラーで出演。

### ゲスト
- TSUGU （#1、2007年1月10日放送分）
- DJ SHOW （#2、2007年1月17日放送分）
- K DUB SHINE （#3、2007年1月24日放送分）
- HI-D （#4、2007年1月31日放送分）
- 渡辺聡（メガネスーパーの店員、#5、2007年2月7日放送分）
- ASAMI （#6、2007年2月14日放送分）
- JAKE （STAR WAX、#7、2007年2月21日放送分）
- JAMOSA （#8、2007年2月28日放送分）
- DJ MAYUMI （#9、2007年3月7日放送分）
- SHINGO☆西成（#10、2007年3月14日放送分）
- BIG RON （#11、2007年3月28日放送分）
- YA-KYIM （#12、2007年4月4日放送分）
- やすこママ・トヴィ・アマンダ（#13、2007年4月11日放送分）
- ET-KING （#14、2007年4月18日放送分）
- YOU THE ROCK★（#15、2007年4月25日放送分）
- ARIAダンサーズ（#16、2007年5月16日放送分）

## コーナー
オープニングソング「FALLIN'」
番組のスタートに流れるミュージックビデオ。このビデオが流れるとチャット内で文字だけの大合唱が始まる。
roomARIA
毎回ゲストを呼んでトークを展開していく。このコーナーの間に視聴者へお題を出し、優秀者にはプレゼントを贈っている。メガネスーパーの店員で、メガネラッパーこと渡辺聡が登場し、番組内であだ名が決定した。あだ名は、「ナベチャング」という。※過去のゲスト一覧については上記を参照。
TSUGUくんのうんちクリップ
TSUGUが、海外アーティストの薀蓄を語る。しかし、たいした薀蓄を語ったことは無く、いつもARIAやカルメンから叱られていた。このコーナーについて出演者たちは心配をしているが、視聴者にはファンが存在する。TSUGUの仕事の都合で、2007年4月11日放送分をもって休止となった。
いってやりまSHOW
2007年4月18日から始まったDJ SHOWのコーナー。内容は「うんちクリップ」と同じである。

## 主な出来事
- 2007年3月7日 - 番組の放送中、機材トラブルによって22:00から22:12までの間映像も音声も入らない放送事故が発生した。映像は復旧したものの、音声はその後もしばらく入らない状態となった。また、その後のPV映像の放送中にスタジオの声が入るという二重の事故も発生した。